# Macquartia macularis
Macquartia macularis là một loài ruồi trong họ Tachinidae.